# كاكيرو هيجوتشي
كاكيرو هيجوتشي (باليابانية: 樋口 叶) (مواليد 23 أبريل 2001) هو لاعب كرة قدم ياباني.

## وصلات خارجية
- كاكيرو هيجوتشي على موقع رابطة كرة القدم اليابانية للمحترفين (اليابانية)
- كاكيرو هيجوتشي على موقع قاعدة بيانات كرة القدم.إي يو (الإنجليزية)
- كاكيرو هيجوتشي على موقع Soccerway.com (الإنجليزية)
- كاكيرو هيجوتشي على موقع عالم كرة القدم.نت (الإنجليزية)